# 双日都市開発
双日都市開発株式会社（そうじつとしかいはつ）は、以前存在した日本の不動産会社。2006年8月1日、親会社の双日が吸収合併した。

## 概要
- 設立：1965年5月25日
- 資本金：2,800,000,000円[いつ?]